# Eulima bifasciata
Eulima bifasciata är en snäckart som beskrevs av D'Orbigny 1842. Eulima bifasciata ingår i släktet Eulima och familjen Eulimidae. Inga underarter finns listade i Catalogue of Life.